# دهستان رمکان
دهستان رمکان، یکی از دهستان‌های بخش مرکزی شهرستان قشم در استان هرمزگان ایران است. مرکز این دهستان، روستای توریان است.

## جمعیت
بر پایه سرشماری عمومی نفوس و مسکن در سال ۱۳۹۵، جمعیت دهستان رمکان برابر با ۱۳٬۸۳۴ نفر بوده‌است.